# Malmö Konsthall

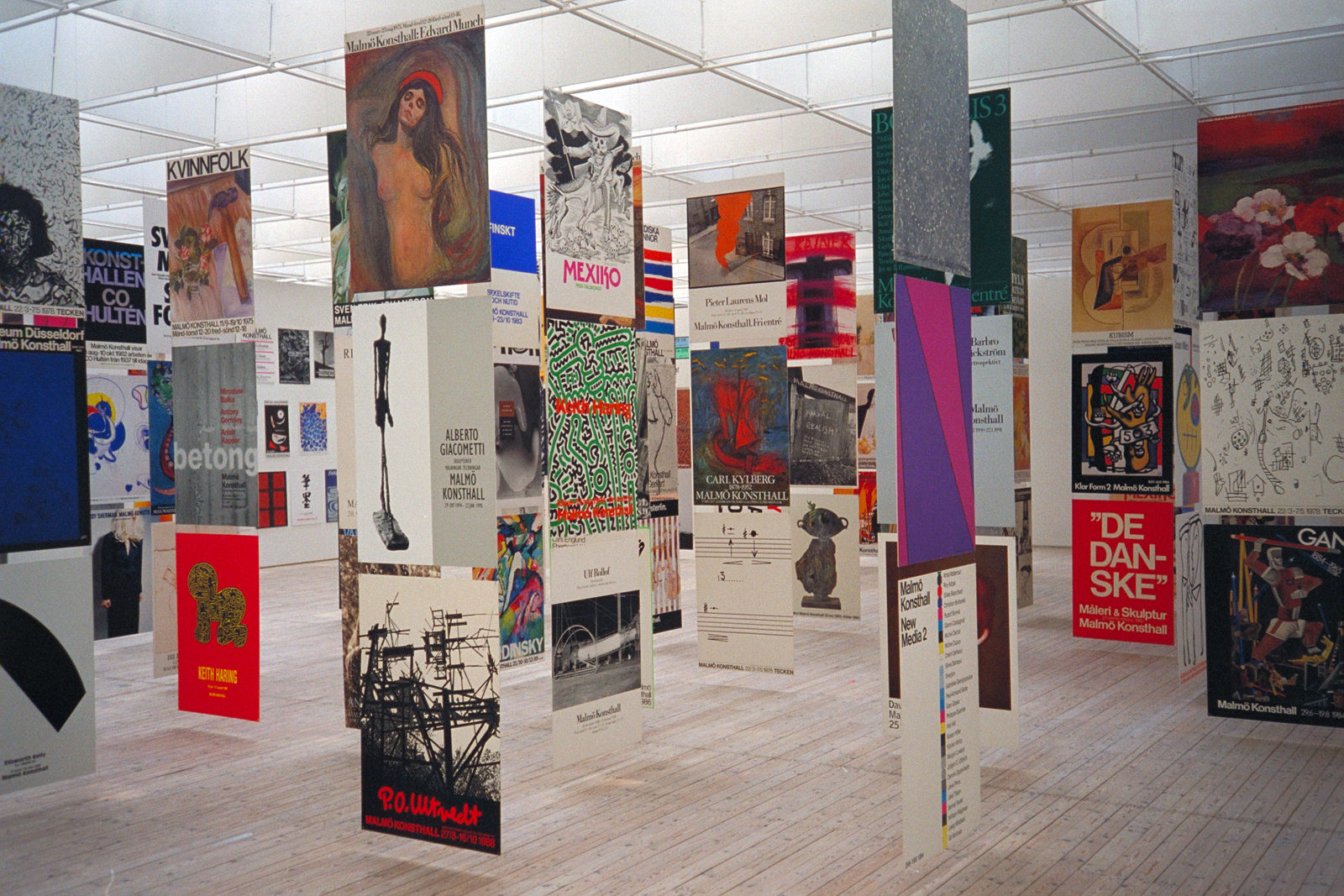
Manifesti della mostra. Il 25 ° anniversario di Malmö Konsthall nel 2000.

La Malmö Konsthall è una galleria d'arte situata nel centro città di Malmö, in Svezia.

## Storia
La Malmö Konsthall venne progettata dall'architetto Klas Anshelm e costruita fra il 1971 e il 1974. Nel 1974 l'edificio venne insignito del Kasper Salin-priset. Nel 1994 la galleria d'arte venne ristrutturata e collegata a un edificio adiacente in mattoni in cui vennero collocati un negozio di souvenir, un'area ricreativa per bambini e un ristorante. Fra i molti artisti che hanno esposto le loro opere presso la galleria di Malmö si contano Edvard Munch, Vincent Van Gogh, Louise Bourgeois, David Shrigley, Kandinsky, Paul Klee, Joan Miró, Giovanni Giacometti, Keith Haring, Andres Serrano, Peter Greenaway, Tony Cragg e Wosene Worke Kosrof. La Malmö Konsthall attira ogni anno circa 200.000 visitatori.

## Descrizione
La Malmö Konsthall è ispirata all'atelier di Brâncuși a Parigi, e venne realizzata in cemento, vetro, legno e alluminio. Le principali fonti luminose della struttura sono le cupole di cui è composto il soffitto e un grande lucernario inclinato presente all'interno dell'edificio. La Malmö Konsthall è una delle più grandi sale espositive per di arte contemporanea in Europa.